# Ґаліново
Ґаліново (пол. Galinowo, нім. Gallnau) — село в Польщі, у гміні Кіселиці Ілавського повіту Вармінсько-Мазурського воєводства.
У 1975-1998 роках село належало до Ельблонзького воєводства.